# 神奇胸罩
神奇胸罩（英語：Wonderbra）是一款在1990年代成为世界知名品牌的上托式胸罩内衣。其品牌原名虽然是于1955年在美国首度成为注册商标，但实际上是在加拿大开发的。1939年，加拿大淑女胸衣公司创始人兼大股东摩西斯·莫伊·纳德勒（Moses "Moe" Nadler）获得了该商标针对加拿大市场的许可。到了1960年代，“加拿大淑女”这一品牌在该国已以“神奇胸罩公司”（Wonderbra, the company）之名而为人所知。1961年，该公司推出了1300型嵌入式上托胸罩，这种胸罩成为最畅销的加拿大款式内衣之一，并且与如今的神奇胸罩几乎完全相同。
1968年，加拿大淑女更名为加拿大淑女-加拿德尔公司（Canadian Lady-Canadelle Inc.），之后被综合食品公司（如今的莎莉集团）收购，后又更名为加拿德尔公司（Canadelle Inc.）。1970年代，该公司将神奇胸罩重新定位为时尚和性感品牌，这也成为了加拿大市场的领军品牌。:76
1991年，上托式神奇胸罩在英国引起轰动，实际上这一款式早在1964年就经考陶尔兹纺织品公司获得许可开始在该国销售。莎莉集团没有续订考陶尔兹公司的销售许可，并将上托款式胸罩重新设计后于1994年再次在美国市场推出。
从1994年起，神奇胸罩已经从单品类的上托式文胸发展为世界上大部分地区的全套女性内衣时尚品牌。该品牌在大部分国家都着重于性感魅力，但在诞生地加拿大则着重提升品牌的功能质量，这一战略让神奇胸罩成为1970年代最畅销的品牌。

## 原有的“神奇胸罩”设计
第二次世界大战爆发前，弹性材料的配给是定量的，并且服饰中还没有采用。以色列·派罗特（Israel Pilot）设计了一种经过改进，带有斜线肩带的罩杯。这种对已有文胸的创新设计可以让人更舒适，行动起来也更方便。派罗特还在1935年为这一设计起名为“神奇胸罩”（Wonder-Bra）。
派罗特的设计于1941年获得了专利保护，专利号为2245413，该设计通过切割面料来令其有更大的拉伸空间，使得肩带更有弹性。下面的三张照片分别显示了原有的专利草图和一个美国制造胸罩的特写。中间的模特儿所穿的正是一个如今已较为罕见的1950年代原有设计版本神奇胸罩。
| 1941年的专利草图 | 1950年代神奇胸罩 | 斜线和标签 |
| ---------------- | ---------------- | ---------- |
|                  |                  |            |

## 历史
1939年，莫伊·纳德勒创立了加拿大淑女胸衣公司。他在蒙特利尔中心地区开了家小型缝纫店，销售质量好且合身的胸罩，零售价为1至1.5美元，这在当时属于中等价位。这一期间他前往纽约与派罗特见面，并注册了神奇胸罩（Wonder-Bra）的商标和斜线专利。这个商标进入加拿大后去掉了中间的连字符，变成，再次进入美国时又把中间的大写改为小写，成了。
第二次世界大战期间，加拿大的服装制造商必须遵守材料配额规定。由于无法获得弹性材料，因此女性内衣的设计和舒适度都受到了影响。而对角斜线则在没有弹性材料的情况下改善了胸罩的合身程度，这在当时立刻就成为了一个极具竞争力的优势。
从1939至1955年，加拿大淑女公司以神奇胸罩品牌上市销售了多种产品，包括腰带、内裤、衬裙、泳装和胸罩等。该公司还针对消费市场的不同社会经济状态和生活方式创建了子品牌。与之形成鲜明对照的是，派罗特的公司在美国市场上销售神奇胸罩的业绩却是停步不前。1952年，加拿大淑女计划与派罗斯的美国公司围绕将在1955年过期的专利权展开一轮艰苦的谈判，并推出了新的产品系列。该系列受克里斯汀·迪奥的“新形象”启发，融入了尖头胸围这一时尚潮流。这一系列获得了成功，在1957年度胸罩销售市场中占据了一半份额。:66
之后的专利谈判由莫伊·纳德勒负责，派罗特的公司已经没有专利权的筹码，但仍要求加拿大淑女停止使用新设计。纳德勒没有理睬这一要求，并且成功获得了神奇胸罩商标在加拿大、欧洲和亚洲市场的使用权，他的公司也得以在品牌不变的情况下迈入1960年代。到了1960年代中期，加拿大淑女已经拥有向西欧、澳大利亚、南非、以色列和西印度群岛出口和销售神奇胸罩产品线的权利。到了1970年代，加拿德尔获得了该商标在世界上其他地区的出口和销售权，并授权加拿大连裤袜制造商吉尔泰克斯（Giltex）在加拿大销售的袜子类产品中使用神奇胸罩品牌。

### 上托式胸罩的发展
1950年代初，莫伊·纳德勒开始前往欧洲寻找新的设计款式，希望能带回加拿大市场。1960年，神奇胸罩推出了一种半上托式带花边胸罩，欧洲称这种设计为（意为法语中的“鸡胸”）。1961年，纳德勒请路易斯·普瓦里埃（Louise Poirier）开发一种系带式深嵌上托胸罩，编号为1300。加拿大淑女于1964年授权戈萨德（Gossard）销售包括1300在内的多种款式。1300型首先于1990年代初在英国获得成功，1993年轰动了整个欧洲，1994年再作为“独一无二的神奇胸罩”登陆美国。

### 加拿大产品，1964至1980年

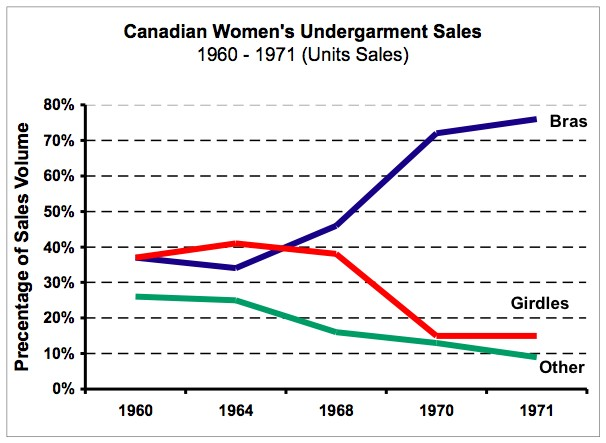
1960至1971年女性基础内衣销售业绩。蓝色线条表示胸罩，红色线条表示束腰。来源：加拿大政府行业统计数据，这一时期的销售数据由加拿大工业部汇编，内裤被认为属内衣的一种，但不属于“基础内衣”，所以其数据没有计入

1950年代末到1960年代初，大多数女性仍然穿着高度结构化的内衣。束腰被认为是大家闺秀的标准装束，销售额占到整个内衣行业的近40%。1960年代还给加拿大淑女带来了女性主義、時裝和性革命的挑战。由貝蒂·傅瑞丹和吉曼·基爾在内思想领袖引领的女权主义运动对女性的传统角色和外形提出了质疑。时尚潮流发生了变化，连裤袜和迷你裙开始兴起，束腰变得过时且缺乏魅力:126。虽然内衣行业一度担心女权主义运动的发展会导致整个内衣销售业绩出现衰落，但事实上并非如此。1960至1971年加拿大的女性基础内衣销售统计数据就形象地表现出了这种品味上的变化。
在这样的背景下，加拿大淑女胸衣公司为了生存就必须采取行动。1964年，莫伊·纳德勒逝世，他的儿子拉里·纳德勒（Larry Nadler）继承了公司的控制权。拉里曾就读哈佛商学院并获得工商管理硕士学位，他将现代市场营销策略带到了行业中。他进行市场调查来了解女性对贴身内衣的感受。结果显示女性并不讨厌自己的胸罩，实际上恰恰相反，她们将胸罩视为一种让自己看上去更美丽，更时尚和性感，并且可以用来吸引男性的手段。虽然女性有时的确没有佩戴胸罩，但这只是一个时尚之选，而非某种政治声明。加拿大淑女的管理层因此意识到，虽然束腰已经出局，但胸罩仍将是女性衣橱中必不可少的一部分。所以在1960年代期间，当竞争对手们都在削减胸罩的营销成本，拓展其他产品线时，加拿大淑女仍然选择积极地争夺胸罩的市场份额。:127
拉里之后发现，不同年龄段的用户，其市场需求也存在不同。例如：15至20岁的年轻女性把胸罩视为增强自己性别特征的工具，但对那些结构沉重的产品没兴趣。他意识到，女性希望自己胸罩的布料更少，而不是胸罩更少:127。1974年，他的公司推出了针对少女的新产品线，还发明了新的面料成型技术来塑造罩杯。这些胸罩是无缝的，与那一时期的典型产品相比其支撑要少一些。公司还为其设计了有孔模具形状的特殊包装:67。

### 品牌发展
1966年，加拿大淑女公司在广告策略上作出了多项重大调整。他们推出电视广告，将宣传重点从产品改为品牌，希望建立起神奇胸罩的消费意识。市场调查显示女性不希望在电视上看到束腰的广告，因为它被视为是拒绝性爱的盔甲，而胸罩则提供了一种吸引异性的手段。:70

1974年“Dici”的包装

神奇胸罩没有“不值一提”地隐藏起来，而是成为女性性吸引力更加显眼的标识。加拿大淑女给其定下高价，比其它任何大众商品品牌都要昂贵，来将神奇胸罩提升为奢侈品，这一策略在竞争激烈的业界给公司带来了可观的利润。公司的目标是让女性将神奇胸罩视为一种化妆品，一种美容增强剂，而不是一款功能性的内衣。当时的业界领军品牌则致力于让其束腹和胸罩产品更便于打理，更耐用。:70
从1967年起，广告宣传开始专注于神奇胸罩品牌:70。1968年，纳德勒聘请了古迪斯广告公司来开发新的广告。神奇胸罩的广告主要是基于时尚和情调。在多个广告中，男性以时尚摄影师（拍摄时尚镜头）或是时尚买家（时装表演现场）的身份出现。情节上则描述了男女间的吸引或是恋情的萌芽。旁白和介绍语句以男性嗓音说出，镜头上则展示出一位真实女性的身体，除了戴有胸罩外一丝不挂。在此以前，所有胸罩的电视广告都是采用人体模型或是裁缝店的假人，着重表现产品的功能特点。每一个神奇胸罩的广告中都包含有多种版本的音乐主题，歌词中唱道：“我们关注您的造型。神奇的，美妙的，神奇胸罩。”（We care about the shape you're in. Wonderful, wonderful, Wonderbra）1979年的电视广告由理查德·阿维顿（Richard Avedon）导演，在加拿大电视广告展上赢得银奖。
品牌于1974年起推出电视广告。该品牌定位于年轻的女性，向她们提供了一个与自己母亲一辈人所使用的沉重结构型胸罩截然不同的替代品。该动画广告中包含一个标志性的盒状包装，胸罩像小鸟一样从盒子飞出，然后幻化成海鸥飞向远方。广告口号强调自由和自然精神：“让我选择，不然我什么也不想要”。

### 在加拿大的知名度
从1972到1977年，加拿大淑女-加拿德尔公司的批发收入从1260万美元提高到2490万美元，翻了近一番:76。到了1979年，加拿德尔的销售收入达到2700万美元，主宰了30%的加拿大市场。的市场占有率跌到第二位。1980年，神奇胸罩在这个13岁以上女性人口总数仅为1030万的国家中批发销售收入超过了3000万美元。

## 1991至1994年，重新投入世界市场
1991年，戈萨德（Gossard）拥有销售神奇胸罩系列产品的许可，该许可将于1994年1月过期。当时嵌入款式胸罩在英国的销路很好，戈萨德于是计划根据现有许可中的条款续订许可。不过他们也打算与莎莉集团进行谈判以期达成对自己更有利的条件。然而谈判开始后不久，嵌入款式胸罩突然在英国女性中成为抢手商品，销量得到大幅提升。从1991到1993年，神奇胸罩在英国的销售额翻了两番，达到2800万美元，占整个英国品牌胸罩市场2.25亿美元销售额的12.5%。这一增长的出现可能有几个因素，例如《时尚》杂志上一篇有关填充式胸罩出归的文章，薇薇安·魏斯伍德和让-保罗·高缇耶的名人宣传效应等。随着这波销量的激增，莎莉集团决定不再续订戈萨德的许可。

神奇胸罩1994年具有里程碑意义的广告，以捷克模特儿伊娃·赫茲高娃代言

1994年，神奇胸罩通过“你好，男孩们”（Hello Boys）系列广告在英国取得了很高的知名度。这其中最知名的宣传海报以捷克模特儿伊娃·赫茲高娃代言，她俯视着自己戴着神奇胸罩的乳房，旁边配上文字标题“你好，男孩们”，制作出一种暧味的效果，既像是在对自己的男性仰慕者说话，又像是在对自己的乳房说话。还有都会传奇认为多起交通事故的发生都是因为车上的男性司机看到这些广告后深受吸引而走神所致。伦敦的维多利亚和阿尔伯特博物馆在一次展览中展出了这张影响力十足的海报，并且在投票评选的“世纪海报”中名列第十位。
莎莉集团的部门负责向美国市场推出神奇胸罩款式产品。虽然该款式已经在蒙特利尔由加拿德尔生产，但执行层决定花一年的时间针对美国市场来重新设计这款胸罩，计划于1994年下半年在全美推出。这段时间里戈萨德在美国推出了超级胸罩（Ultrabra），其设计与上托式神奇胸罩类似。其他竞争对手也在改良设计时迅速跟进。维多利亚的秘密也推出电视广告来维持其1993年上市的奇迹胸罩产品的知名度。
神奇胸罩在美国推出时举行了包括伊娃·赫茲高娃在纽约时代广场在内的多场宣传活动。于之前在英国进行的宣传相比，这些广告变得更低调。美国的平面媒体和看板广告上展示了身上只穿了神奇胸罩的模特儿，下方的口号则写着“谁在乎今天可能会不顺利”（who cares if it's a bad hair day），以及“看着我的眼睛，告诉我你爱我。”（look me in the eyes and tell me that you love me.）。这场耗费2500万美元的宣传活动旨在进一步提升媒体对胸罩的兴趣。虽然对其“独一无二的神奇胸罩”施行了真伪验证，但这些竞争力强产品的快速推出，让整个美国市场得以受惠，到1994年底，上托式胸罩的销售额提高了43%。
经过1994年重新推出后，美国神奇胸罩已经从原本的上托式胸罩单品扩展为范围更广的内衣系列产品。该品牌仍然在全世界市场上畅销，并且成为了文化辞汇的一部分。

## 21世纪后
2006年，莎莉集团将其内衣品牌转让。神奇胸罩商标属加拿大加拿德尔有限合伙公司的财产，后者是汉佰公司的全资附属公司。汉佰公司拥有向除欧洲联盟成员国、南非和其他多个欧洲国家外的所有国家出售或发行神奇胸罩品牌的服饰产品。而太阳资本的一间公司则拥有在上面提及的这些国家经营神奇胸罩的许可，这一许可又是从总部位于巴黎的另一个迪姆（Dim，音译）品牌时装集团公司获得的。
2007年1月3日，加拿大廣播公司公布了他们进行的一项互联网调查结果，受访的加拿大人将神奇胸罩评为50个最伟大的加拿大发明中的第五位，仅次于胰岛素、电话、电灯泡和五瓶保龄球，其它的像心律調節器、放射線療法、电子显微镜、无线语音传输、篮球、鹼性電池等都排在后面。
在2008年3月对3000位英国女性进行的调查中，神奇胸罩获评为历史上最伟大的时尚创新。根据杂志上的文章，接受调查者几乎一致认为上托式胸罩应该排在首位。
2009年，加拿大神奇胸罩举行了该品牌在加拿大推出70周年的庆祝活动。